# معسكر ترنوبولي

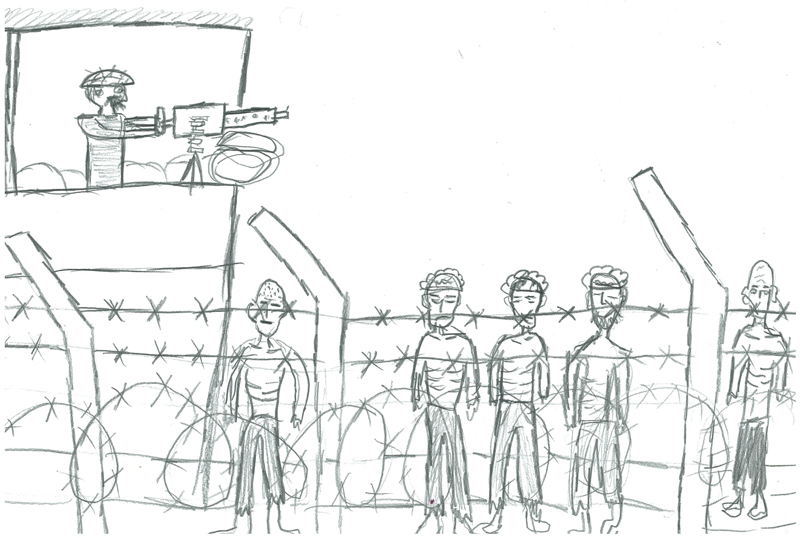
المحكمة الجنائية الدولية ليوغوسلافيا السابقة في عيون الأطفال - هذا الرسم بقلم الطفل إدين ، 14 عامًا

معسكر ترنوبولي كان معسكر اعتقال أنشأته سلطات جيش وشرطة صرب البوسنة والهرسك في قرية ترنوبولي بالقرب من برييدور في شمال البوسنة والهرسك خلال الأشهر الأولى من حرب البوسنة والهرسك. كما يطلق على معسكر اعتقال ومعتقل اعتقال ومعسكر احتجاز وسجن وغيتو احتجزت ترنوبولي ما بين 4000 و7000 سجين من البوشناق وكروات البوسنة والهرسك في أي وقت وكانت بمثابة منطقة انطلاق لعمليات الترحيل الجماعي خاصة النساء والأطفال وكبار السن من الرجال. بين مايو ونوفمبر 1992 مر ما يقدر بنحو 30 ألف نزيل. انتشر سوء المعاملة على نطاق واسع ووقعت حالات عديدة من التعذيب والاغتصاب والقتل ومات تسعون نزيل.
في أغسطس 1992 اكتشفت وسائل الإعلام الغربية وجود معسكرات بريدور مما أدى إلى إغلاقها. تم نقل ترنوبولي إلى أيدي اللجنة الدولية للصليب الأحمر في منتصف أغسطس وأغلقت في نوفمبر 1992. بعد الحرب أدانت المحكمة الجنائية الدولية ليوغوسلافيا السابقة العديد من المسؤولين الصرب البوسنيين بارتكاب جرائم حرب وجرائم ضد الإنسانية لدورهم في المعسكر لكنه حكم بأن الانتهاكات التي ارتكبت في بريدور لا تشكل إبادة جماعية. كما تم إدراج الجرائم المرتكبة في ترنوبولي في لائحة الاتهام التي أصدرتها المحكمة الجنائية الدولية ليوغوسلافيا السابقة ضد الرئيس الصربي السابق سلوبودان ميلوسيفيتش الذي توفي في منتصف المحاكمة في مارس 2006.

## الخلفية

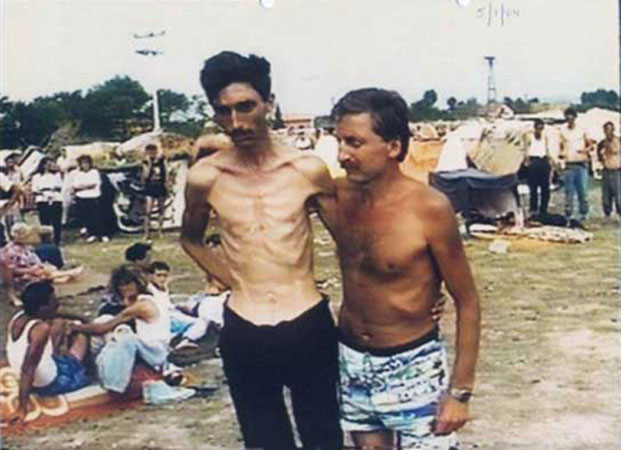
الوصف: معسكر ترنوبولي بالقرب من برييدور، البوسنة والهرسك، 1992

تتكون المنطقة الإدارية (الصربية الكرواتية: opština أو općina) لبريدور من 71 بلدة وقرية صغيرة. وفقا لتعداد يوغوسلافيا عام 1991 بلغ عدد سكان برييدور 112,470 نسمة منهم 44 في المائة عرفوا بأنهم مسلمون بوسنيون (بوشناق) و42.5 في المائة صرب و5.6 في المائة كروات و5.7 في المائة يوغوسلاف و2.2 في المائة «آخرون» (أوكرانيون وروس وإيطاليون). كانت برييدور ذات أهمية إستراتيجية لصرب البوسنة والهرسك لأنها ربطت شمال غرب البوسنة والهرسك مع جمهورية كرايينا الصربية في كرواتيا وهي دولة انفصالية أسسها صرب كرواتيا في عام 1991. وفي عام 1991 أيضا كان الصرب نظم برييدور وفرض إدارة صربية فقط في المدينة ووضعتها تحت سيطرة عاصمة صرب البوسنة والهرسك بانيا لوكا. ميلومير ستاكيتش الطبيب الذي كان نائب رئيس البلدية البوسني المنتخب محمد شيهاييتش تم إعلانه عمدة الصرب لبريدور.
في 30 أبريل 1992 استولت القوات الصربية البوسنية على برييدور. وشارك في عملية الاستيلاء 400 من شرطة صرب البوسنة والهرسك وكان الهدف منها اغتصاب مهام رئيس البلدية ونائبه ومدير مكتب البريد وقائد الشرطة. اجتمع الموظفون الصرب من مركز الأمن العام والشرطة الاحتياطية في ضاحية تشيركين بوليي حيث تم تقسيمهم على نطاق واسع إلى خمس مجموعات تضم كل منها حوالي 20 فرد وأمروا بالسيطرة على خمسة مبان واحدة مخصصة لكل مجموعة: مبنى التجمع ومقر الشرطة والمحاكم والبنك ومكتب البريد. أعد سياسيو الحزب الديمقراطي الصربي إعلان للاستيلاء تم بثه مرارا على راديو برييدور في اليوم التالي. تستنتج المحكمة الجنائية الدولية ليوغوسلافيا السابقة أن الاستيلاء كان انقلاب غير قانوني تم التخطيط له وتنسيقه مسبقا بوقت طويل بهدف إنشاء بلدية عرقية خالصة. لم يخف المتآمرون خطة الاستيلاء وتم تنفيذها من خلال الإجراءات المنسقة للسياسيين الصرب والشرطة والجيش. كان من المقرر أن يلعب ميلومير ستاكيتش وهو شخصية بارزة في الانقلاب دور مهيمن في الحياة السياسية للبلدية أثناء الحرب.
في أعقاب الاستيلاء على السلطة أقيل البوشناق وكروات البوسنة والهرسك من مناصب المسؤولية. في 30 مايو 1992 افتتح رئيس شرطة برييدور سيمو درليا رسميا أربعة معسكرات (ترنوبولي وعمرسكا وكيراتيرم ومانياتشا) حيث تم احتجاز غير الصرب الذين فشلوا في مغادرة برييدور. لتجنب المقاومة استجوبت القوات الصربية البوسنية جميع غير الصرب الذين اعتبروا تهديد واعتقلت كل بوسني وكرواتي كان له سلطة أو نفوذ. كان الرجال غير الصرب في سن القتال مستهدفين بشكل خاص للاستجواب وفصلوا عن النساء والأطفال وكبار السن.

## العملية
كانت ترنوبولي قرية ذات أغلبية مسلمة داخل بلدية برييدور قبل اندلاع حرب البوسنة والهرسك. تم إنشاء المعسكر داخله على أرض مدرسة ابتدائية محلية والتي سُميت على اسم مفهوم الإخوان والوحدة. احتجز معسكر ترنوبولي سجناء ذكور وإناث. مرت به معظم النساء غير الصربيات في برييدور في وقت ما وتعرضت الكثير منهن للاغتصاب. تم اعتقال ما مجموعه 30000 شخص في المعسكر من مايو إلى نوفمبر 1992. كان يضم 4000-7000 سجين في أي وقت.
وُصِفت ترنوبولي بشكل مختلف على أنها حي يهودي وسجن ومعتقل. أفاد تقرير للأمم المتحدة من عام 1994 أن ترنوبولي كانت معسكر اعتقال كان بمثابة منطقة انطلاق لعمليات الترحيل الجماعي بشكل رئيسي من النساء والأطفال وكبار السن من الرجال. وجد التقرير أن:
أفاد اللاجئون أن ترنوبولي كان معسكر «لائق» مقارنة بعمرسكا وكيراتيرم حيث لم تكن هناك عمليات قتل ممنهجة بل عمليات قتل تعسفية فقط. والواقع أن العديد من غير الصرب دخلوا معسكر طواعية «لمجرد تجنب المليشيات العاصفة التي تنهب شوارعهم وقراهم». أدت هذه الظاهرة بالصحفي البريطاني إد فوليامي إلى وصف ترنوبولي بأنها «ملاذ فاسد» للبوشناق والكروات في برييدور. كتب المؤلف حارث خليلوفيتش:
تعرض العديد من السجناء للجوع والإيذاء الجسدي أو اللفظي أثناء سجنهم. بحلول أغسطس 1992 كانت ترنوبولي تحتجز حوالي 3500 شخص. في 7 أغسطس 1992 قام مراسلون من تلفزيون إندبندنت نيوز وهي محطة تلفزيونية بريطانية بتصوير السجناء في عمرسكا وترنوبولي وسجلوا ظروفهم المعيشية. تم عرض الصور في جميع أنحاء العالم وأثارت غضب الرأي العام. دفع هذا السلطات الصربية البوسنية إلى السماح للصحفيين والصليب الأحمر الدولي بالوصول إلى بعض معسكرات بريدور ولكن ليس قبل أن يتم قتل أو نقل السجناء الأكثر هزال إلى معسكرات بعيدة عن أعين الجمهور. تم فصل حوالي 200 سجين سابق وقتلوا في مذبحة جروف كوريتشاني في 21 أغسطس 1992. أدت الدعاية التي ولدها اكتشاف معسكرات بريدور إلى إغلاقها بنهاية أغسطس. في منتصف أغسطس تم وضع ترنوبولي في أيدي لجنة الإنقاذ الدولية. تم إغلاق المعسكر رسميا في نوفمبر.

## ما بعد الكارثة
استأنف المبنى الرئيسي للمعسكر وظيفته كمدرسة ابتدائية محلية بعد حرب البوسنة والهرسك. كما أقيم نصب تذكاري لجنود صرب البوسنة والهرسك الذين قتلوا في الحرب بالقرب من المدرسة. في عام 1997 زعمت مجلة الماركسية الحية البريطانية أن اللقطات التي تم تصويرها في ترنوبولي تحرف بشكل متعمد الوضع في المعسكر. تسبب هذا في قيام تلفزيون إندبندنت نيوز بمقاضاة مجلة الماركسية الحية بتهمة التشهير في عام 2000. بعد فوز تلفزيون إندبندنت نيوز في قضية قضائية أدت فيها الأدلة التي قدمها طبيب المخيم إلى تخلي مجلة الماركسية الحية عن دفاعها وأعلنت المجلة نفسها إفلاسها وتجنب دفع التعويضات الكبيرة الممنوحة.
تقدر «برييدور 92» وهي جمعية تمثل الناجين من معسكرات منطقة برييدور أن 90 نزيل لقوا حتفهم في المعسكر أثناء عمليتها. خلال محاكمة ميلومير ستاكيتش ادعى ممثلو الادعاء في المحكمة الجنائية الدولية ليوغوسلافيا السابقة أن عدة مئات من غير الصرب قُتلوا في ترنوبولي بين مايو ونوفمبر 1992. تقدر المحكمة الجنائية الدولية ليوغوسلافيا السابقة عدد السجناء الذين قتلوا في جميع المعسكرات التي يديرها صرب البوسنة والهرسك في برييدور بـ 1500. لا يزال عدد النساء اللواتي تعرضن للاغتصاب في ترنوبولي غير معروف.

### لوائح الاتهام والمحاكمات
أدين ميلومير ستاكيتش لدوره في إقامة المعسكرات في ترنوبولي وكيراتيرم وعمرسكا في يوليو 2003 وحُكم عليه بالسجن مدى الحياة. تمت تبرئته من تهمة الإبادة الجماعية. في مارس 2006 تم تخفيف حكم ستاكيتش إلى 40 عام عند الاستئناف. أيدت المحكمة إدانته بإبادة واضطهاد سكان برييدور من غير الصرب لكنها أيدت أيضا تبرئته من تهمة الإبادة الجماعية. حُكم على زوران زيغيتش وهو سائق سيارة أجرة من برييدور بالسجن لمدة 25 عام في نوفمبر 2001 بتهمة الإساءة والضرب والتعذيب والاغتصاب والقتل للمحتجزين في ترنوبولي وكذلك في كيراتيرم وعمرسكا. تم تأكيد إدانته في فبراير 2005 وتأكيد الحكم بالسجن 25 عام. تم إدراج الجرائم المرتكبة في ترنوبولي وكيراتيرم وعمرسكا في لائحة اتهام المحكمة الجنائية الدولية ليوغوسلافيا السابقة لرئيس صربيا سلوبودان ميلوسيفيتش بعد الحرب. توفي ميلوسيفيتش في زنزانته في 11 مارس 2006 قبل أن تكتمل محاكمته. قدمت محكمة العدل الدولية حكمها في قضية الإبادة الجماعية البوسنية في 26 فبراير 2007 حيث نظرت في الفظائع المرتكبة في معسكرات الاعتقال بما في ذلك ترنوبولي فيما يتعلق بالمادة الثانية (ب) من اتفاقية الإبادة الجماعية. وذكرت المحكمة في حكمها: